# Polyptychus draconoides
Polyptychus draconoides är en fjärilsart som beskrevs av Clayton Dissinger Mell 1935. Polyptychus draconoides ingår i släktet Polyptychus och familjen svärmare. Inga underarter finns listade i Catalogue of Life.